# Liste von Pumpwerken im Ruhrgebiet
Die Liste von Pumpwerken im Ruhrgebiet nennt Pumpwerke im Ruhrgebiet. Sie dienen der Wasserstandsregulierung von Gewässern, der Entsorgung von Abwässern und Grubenwässern, und anderen Zwecken. Aus dem ehemaligen Ruhrbergbau ergeben sich Ewigkeitslasten.

## Liste
| Name                         | Kommune       | Anmerkungen                                                       | Abbildung |
| ---------------------------- | ------------- | ----------------------------------------------------------------- | --------- |
| Pumpwerk Evinger Bach        | Dortmund      |                                                                   |           |
| Pumpwerk Nettebach           | Dortmund      |                                                                   |           |
| Pumpwerk Alte Emscher        | Duisburg      |                                                                   |           |
| Pumpwerk Gelsenkirchen       | Gelsenkirchen | nordöstlich der Sutumer Brücke                                    |           |
| Pumpwerk Gelsenkirchen-Horst | Gelsenkirchen | 1958 erbaut                                                       |           |
| Pumpwerk Herne-Pluto         | Herne         | seit 1961 in Betrieb, Gesamtleistungsfähigkeit von rund 5,1 m³/s. |           |
| Pumpwerk Cranger Heide       | Herne         | bis Ende 2013 in Betrieb                                          |           |
| Pumpwerk Herten-Resser Bach  | Herten        | 1976 in Betrieb genommen, Maschinenleistung von 4.382 kW          |           |